# Bradava
Bradava je pravostranný přítok řeky Úslavy v okrese Plzeň-jih v Plzeňském kraji. Délka toku činí 21,7 km. Plocha povodí měří 103,3 km².

## Průběh toku
Říčka pramení severovýchodně od Míšova, v lesích Středních Brd na území CHKO Brdy, v nadmořské výšce okolo 685 m. V pramenné oblasti směřuje tok na jihozápad k výše zmíněné obci, kde podtéká silnici I/19, která v tomto úseku je umělou hranicí mezi Středními a Jižními Brdy. V lesích pod Míšovem se tok stáčí na západ a napájí tři rybníky. Jižně od Borovna protéká okrajem Chráněné krajinné oblasti Brdy ke vsi Hořehledy, kde napájí místní vodní nádrž a následně opouští území CHKO. U Hořehled přijímá zleva Mítovský potok a poté opět podtéká silnici I/19. Od ústí Mítovského potoka proudí zhruba kilometr na severozápad k Labežskému Mlýnu, kde přibírá zprava Bojovku. Pod ústím Bojovky směřuje Bradava na západ ke Spálenému Poříčí, východně od něhož zadržuje její vody rybník Hvížďalka. Ve Spáleném Poříčí je přes říčku vedena nejprve silnice I/19, která sleduje tok říčky téměř po celé její délce a poté silnice II/117 spojující Spalené Poříčí s Blovicemi a Mirošovem. Od Spáleného Poříčí se říčka klikatí na západ až severozápad k Žákavě a dále k Nezvěsticím. Zde se Bradava vlévá do Úslavy na 26,6 říčním kilometru v nadmořské výšce 357 m.

### Větší přítoky
- Bílý potok, zprava, ř. km 20,6
- Mítovský potok, zleva, ř. km 11,9
- Bojovka, zprava, ř. km 10,7
- Dražkovický potok, zleva, ř. km 9,3
- Struhařovský potok, zleva, ř. km 8,1
- Milínovský potok, zprava, ř. km 2,1

## Vodní režim
Průměrný průtok Bradavy u ústí činí 0,59 m³/s.
Operativní profil:
| místo  | říční km | plocha povodí | průměrný průtok (Qa) | stoletá voda (Q100) |
| ------ | -------- | ------------- | -------------------- | ------------------- |
| Žákava | –        | 102,55 km²    | 0,595 m³/s           | 61,6 m³/s           |

## Fotogalerie

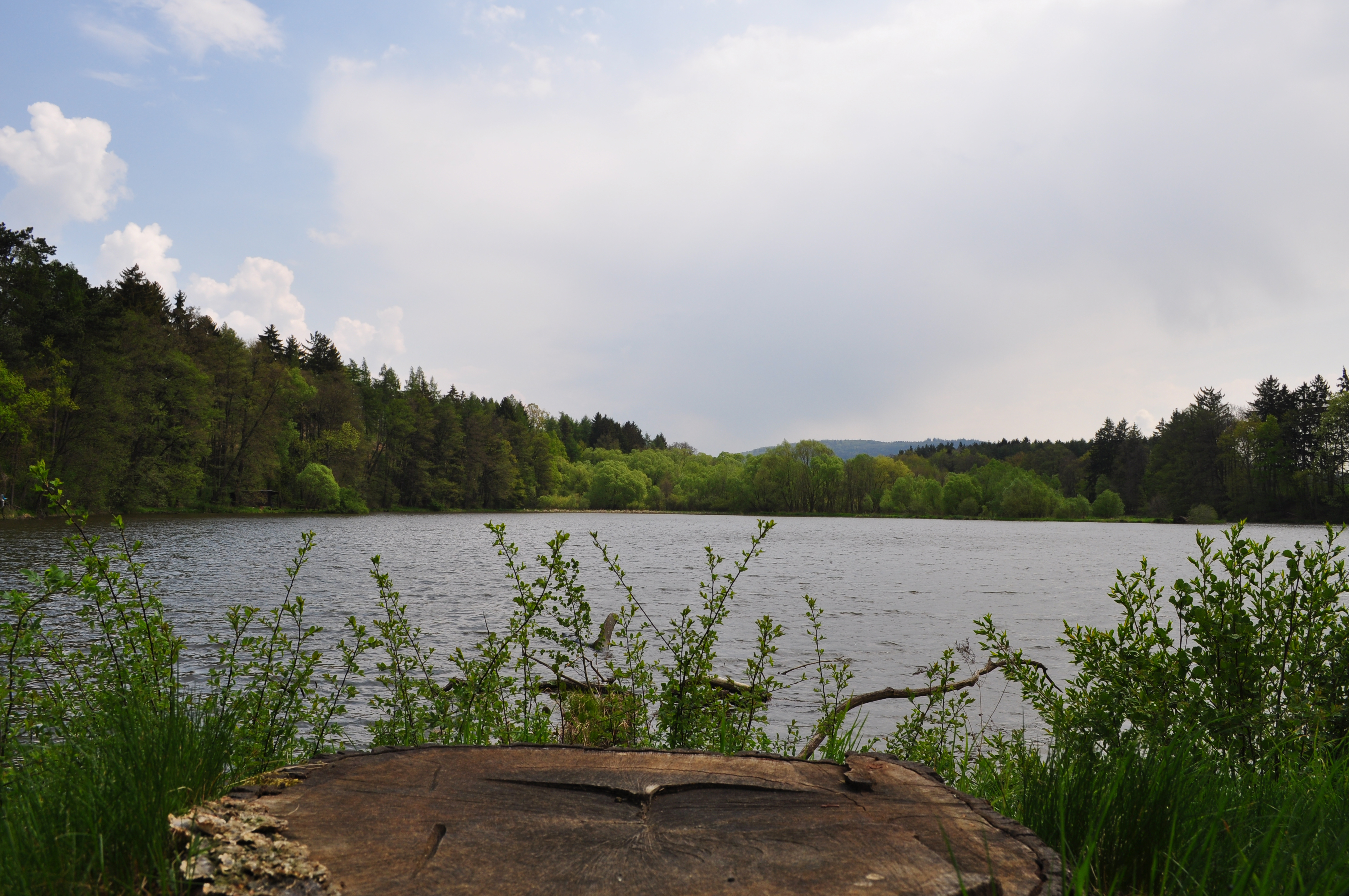
Rybník Hvížďalka
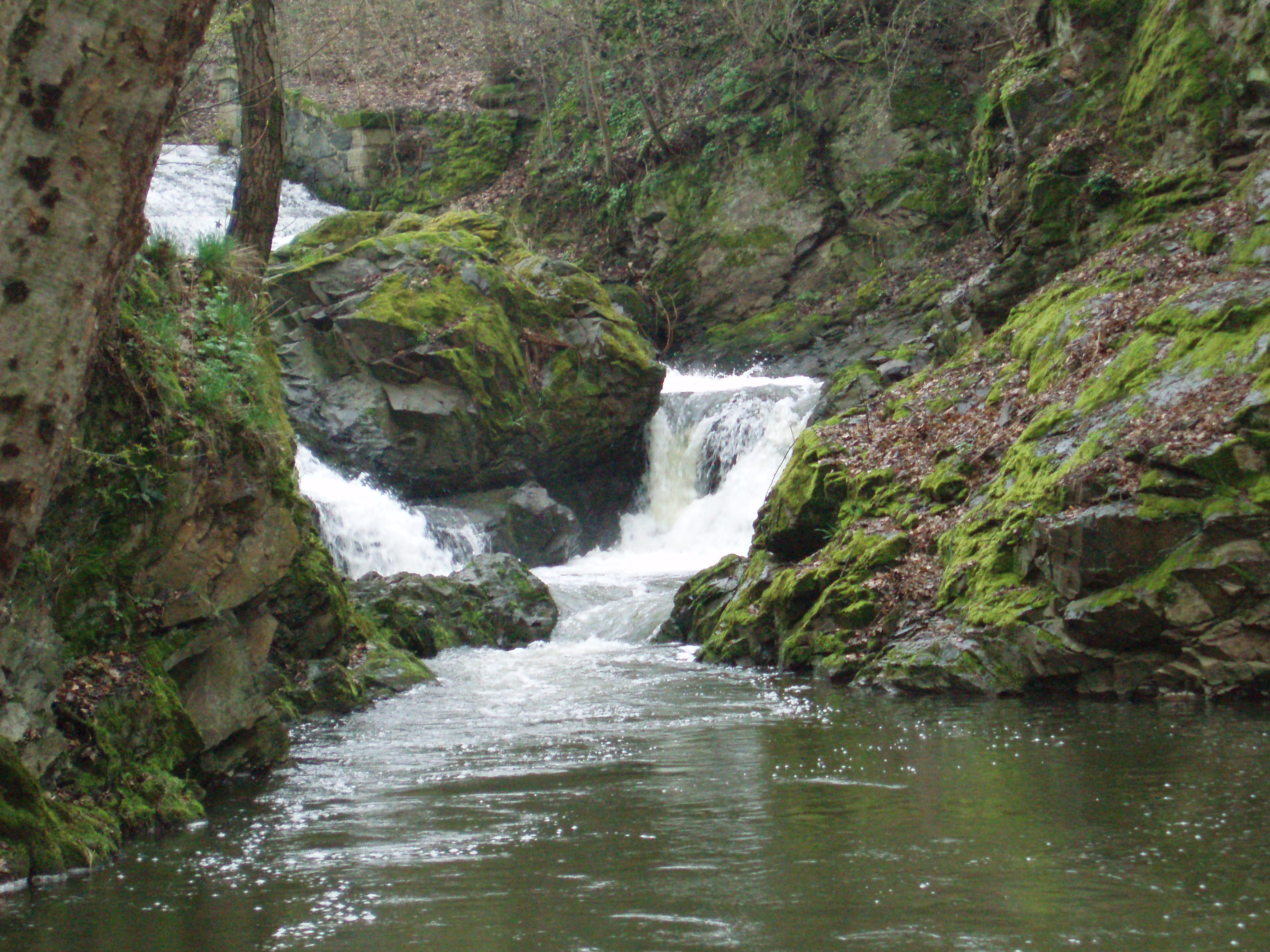
Bradava pod rybníkem Hvížďalka
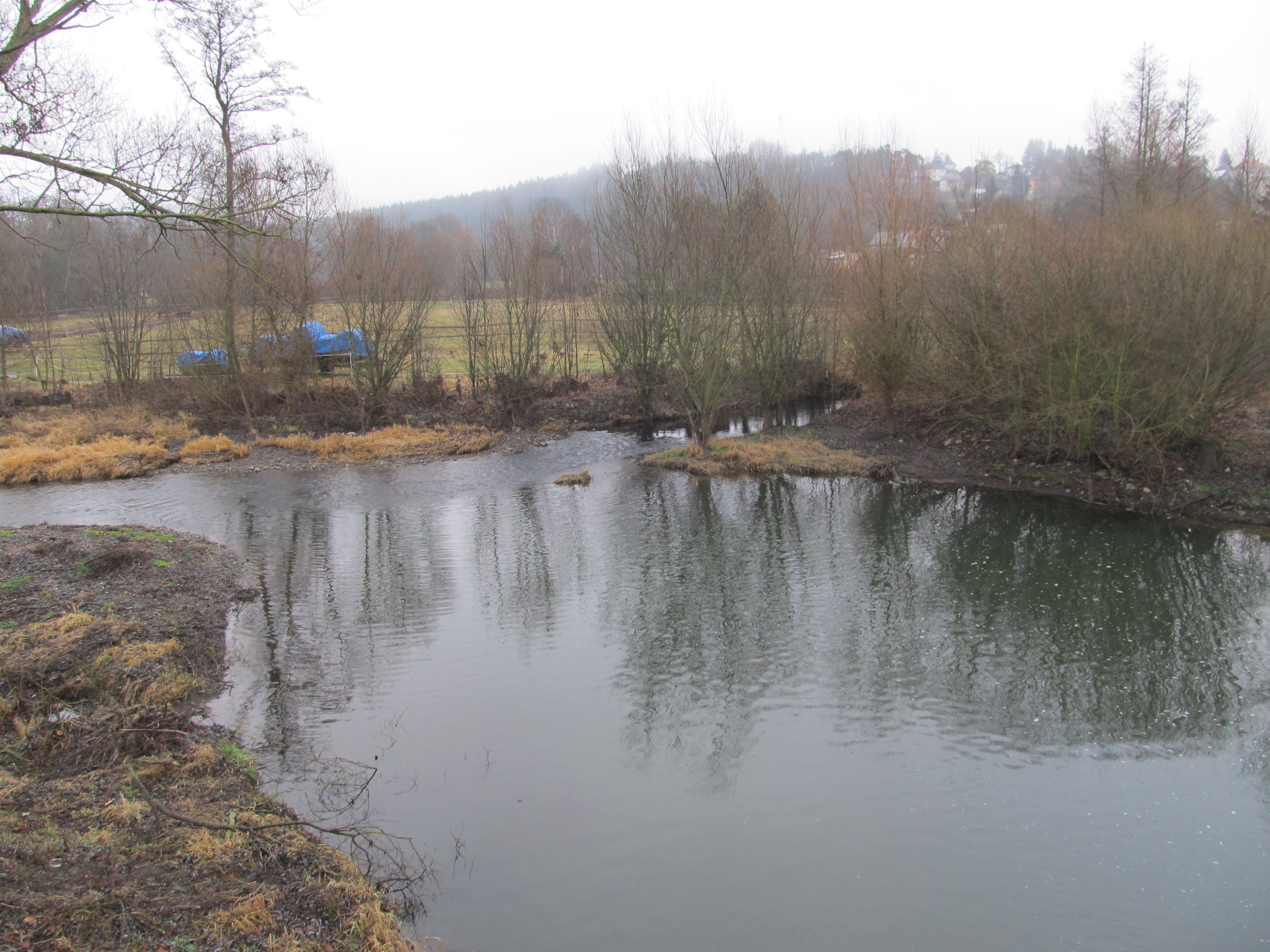
Ústí Bradavy do Úslavy